# Round Mountain (Nevada)
Round Mountain es un área no incorporada ubicada en el condado de Nye en el estado estadounidense de Nevada.

## Geografía
Round Mountain se encuentra ubicado en las coordenadas 38°42′36″N 117°3′58″O / 38.71000, -117.06611.